# Krutiec (wołost Szełonskaja, dawna wołost Dubiszenskaja)
Krutiec (ros. Крутец) – wieś (ros. деревня, trb. dieriewnia) w zachodniej Rosji, w wołoscie Szełonskaja (osiedle wiejskie) rejonu diedowiczskiego w obwodzie pskowskim.

## Geografia
Miejscowość położona jest nad rzeką Krutiec, 8,5 km od centrum administracyjnego osiedla wiejskiego (Dubiszno), 12,5 km od centrum administracyjnego rejonu (Diedowiczi), 107 km od stolicy obwodu (Psków).
W granicach miejscowości znajdują się ulice: Centralnaja, Nowaja.

## Demografia
W 2010 r. miejscowość zamieszkiwało 156 osób.